# Académie de police de Savatan
L'académie de police de Savatan est une école de formation aux métiers de la sécurité en Suisse romande. Connue pour former les policiers vaudois, valaisans et genevois, l'académie instruit également les assistants de sécurité de ces cantons et du canton de Fribourg ainsi que certains agents de la sécurité militaire. Elle se situe sur un ancien site militaire dans le Chablais vaudois.
Ouverte en 2004 par les cantons de Vaud et du Valais, l'académie intègre le canton de Genève en 2016. En 2019, les autorités cantonales décident la fin de la formation des policiers à l'académie de Savatan. Tandis que le canton de Vaud envisage le déménagement de la formation sur un autre site, les cantons du Valais et de Genève indiquent qu'ils vont rapatrier leur formation sur leur territoire cantonal.
L'académie de police de Savatan fait l'objet de critiques récurrentes quant à son approche pédagogique, jugée trop militaire par des experts et des responsables politiques.

## Histoire
L'académie de police de Savatan est inaugurée en 2004. Elle est issue d'un partenariat entre les autorités vaudoises et valaisannes. La première promotion d'aspirants entame sa formation sur le site en 2005.
À partir de 2014, les élèves de la police des transports sont formés à Savatan.
En 2014, les autorités genevoises décident de rejoindre l'académie pour la formation de leur corps de police. Une période de trois ans débutant en 2016 est annoncée. Afin d’accueillir les aspirants supplémentaires et pour pallier la vétusté des locaux d'alors, un nouveau bâtiment d'hébergement est construit en 2016,. La capacité d'accueil de l'académie passe pour l'occasion de 250 places à 340.
En 2018, le canton de Genève annonce pérenniser la formation de ses policiers à Savatan. À cette occasion, les autorités genevoises demandent l'adaptation de certains contenus pédagogiques, notamment en matière de procédure pénale ou de police de proximité, et une nouvelle approche de formation et de direction en réponse aux critiques récurrentes sur l'état d'esprit militaire régnant à l'académie.
En 2019, le consortium vaudois - valaisan - genevois gérant l'académie annonce que l'académie de formation aux métiers de la police va quitter le site de Savatan à moyen terme. Cette décision est motivée par les coûts d'entretien et de fonctionnement élevés du site, son isolement ainsi que l'impossibilité de moderniser, rénover et agrandir les installations sur cette zone.

## Critiques de l'approche pédagogique
Bien que de nombreux acteurs des domaines sécuritaires vaudois, valaisans ou genevois défendent la qualité de la formation proposée à l'académie de Savatan, cette dernière fait l'objet de critiques récurrentes par ces mêmes acteurs quant à son approche pédagogique, jugée trop militaire et axée sur la violence, et sa gestion, jugée trop refermée autour du directeur.
En 2019, la publication dans la presse d'une étude sur les pratiques pédagogiques et managériales en vigueur à Savatan expose une nouvelle fois des critiques sur le caractère trop militaire de la formation ainsi que le management trop directorial,. L'étude montre notamment l'existence de critiques importantes concernant la formation par des hauts gradés des différentes polices cantonales concernées. De son côté, la conseillère d'État Béatrice Metraux réagit à cette publication en indiquant les efforts entrepris par les autorités cantonales pour répondre aux différentes critiques depuis plusieurs années.

## Gestion
En 2018, la presse indique que le coût de la formation d'un aspirant à l'académie de Savatan est d'environ 55 000 francs suisses, ce qui en fait l'école de formation des policiers la plus chère de Suisse. Les détracteurs de l'académie expliquent ces coûts par la masse salariale fixe (notamment des instructeurs) et les coûts annexes qu'elle implique qu'ils trouvent trop importants. De son côté, la direction défend sa gestion et évoque les particularités du site (notamment l'isolement) qui augmentent les coûts d'exploitation.

## Commandants
- Depuis 2008 : colonel Alain Bergonzoli[9].